# Pedret i Marzà
Pedret i Marzà ist eine katalanische Gemeinde in der Provinz Girona im Nordosten Spaniens. Sie liegt in der Comarca Alt Empordà. Das Zentrum der Doppelgemeinde liegt in Marzà.

## Lage
Pedret i Marzà liegt an der Nationalstraße 260 und grenzt im Norden an die Nachbargemeinde Garriguella, im Nordosten an Vilajuïga, im Osten an Pau und im Westen an Peralada. Teile des Gemeindegebietes gehören zum Parc Natural dels Aiguamolls de l’Empordà.

## Wirtschaft
Auf dem Gemeindegebiet wird überwiegend Viehwirtschaft (insbesondere Schweinezucht) und Ackerbau betrieben.

## Sehenswürdigkeiten
- Die romanische Kirche Sant Esteve de Pedret aus dem 10. bis 12. Jahrhundert
- Das Portal und die Mauern des ehemaligen Castells von Marzà aus dem 13. bis 15. Jahrhundert
- Das Herrenhaus Can Serra aus dem 16. bis 17. Jahrhundert

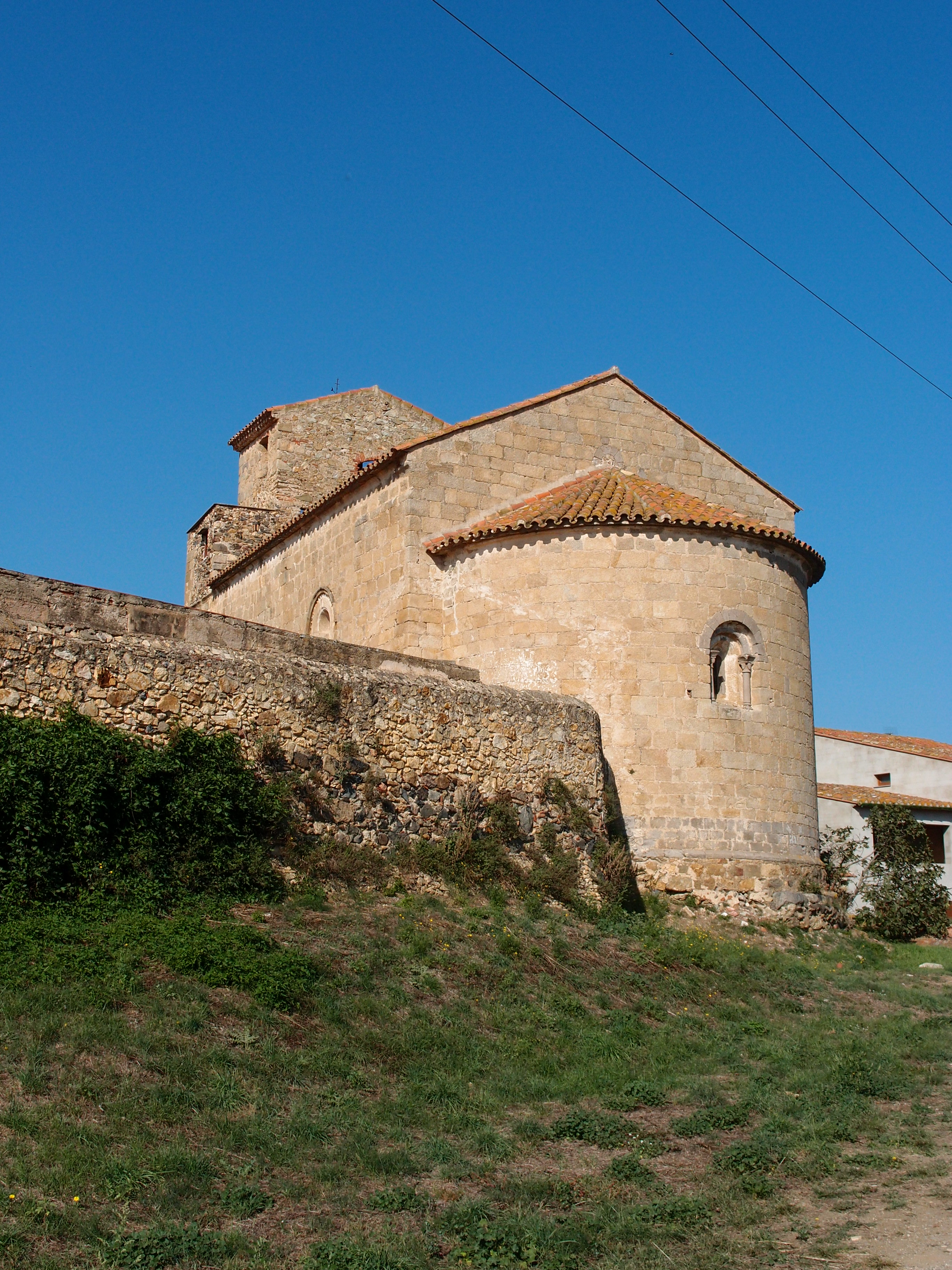
Die romanische Kirche Sant Esteve
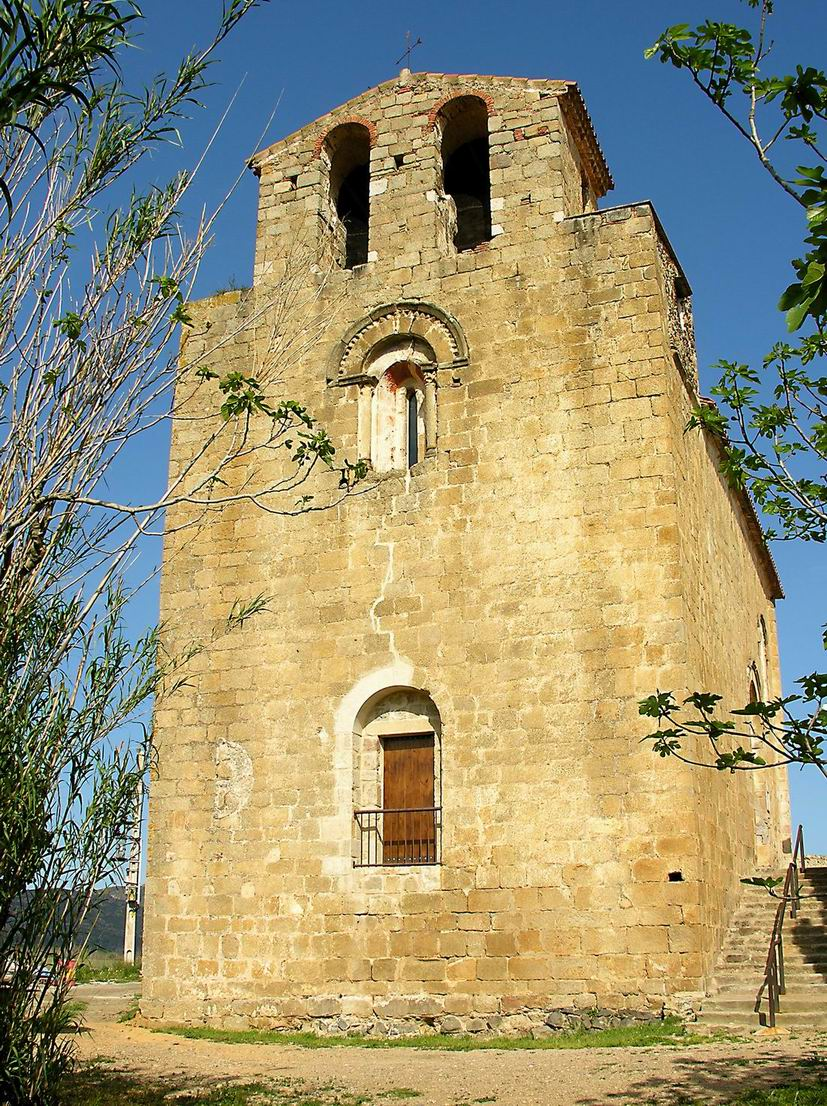
Teilansicht der Kirche Sant Esteve
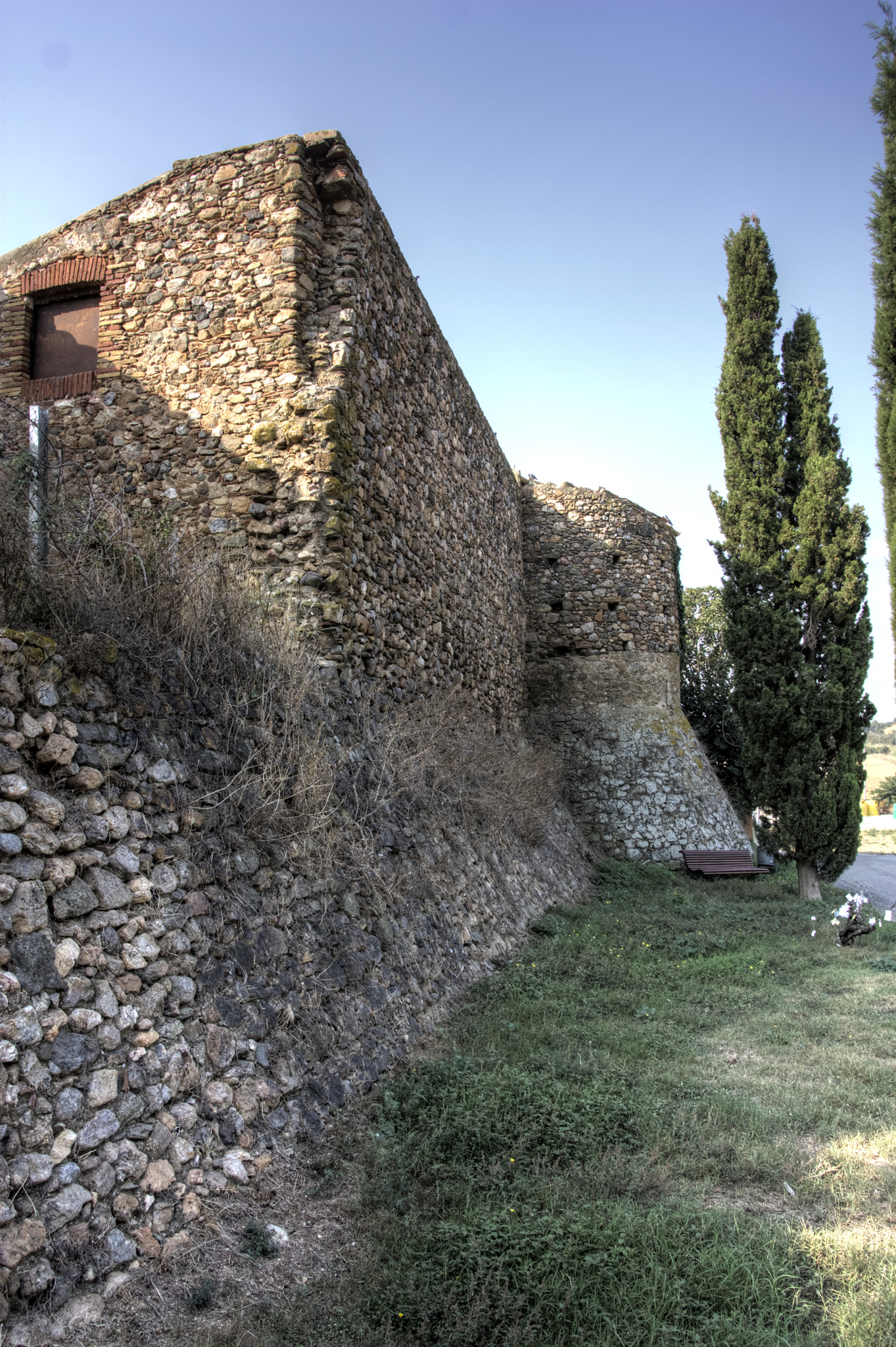
Mauern des Castells im Ortsteil Marzà